# Mads Langer

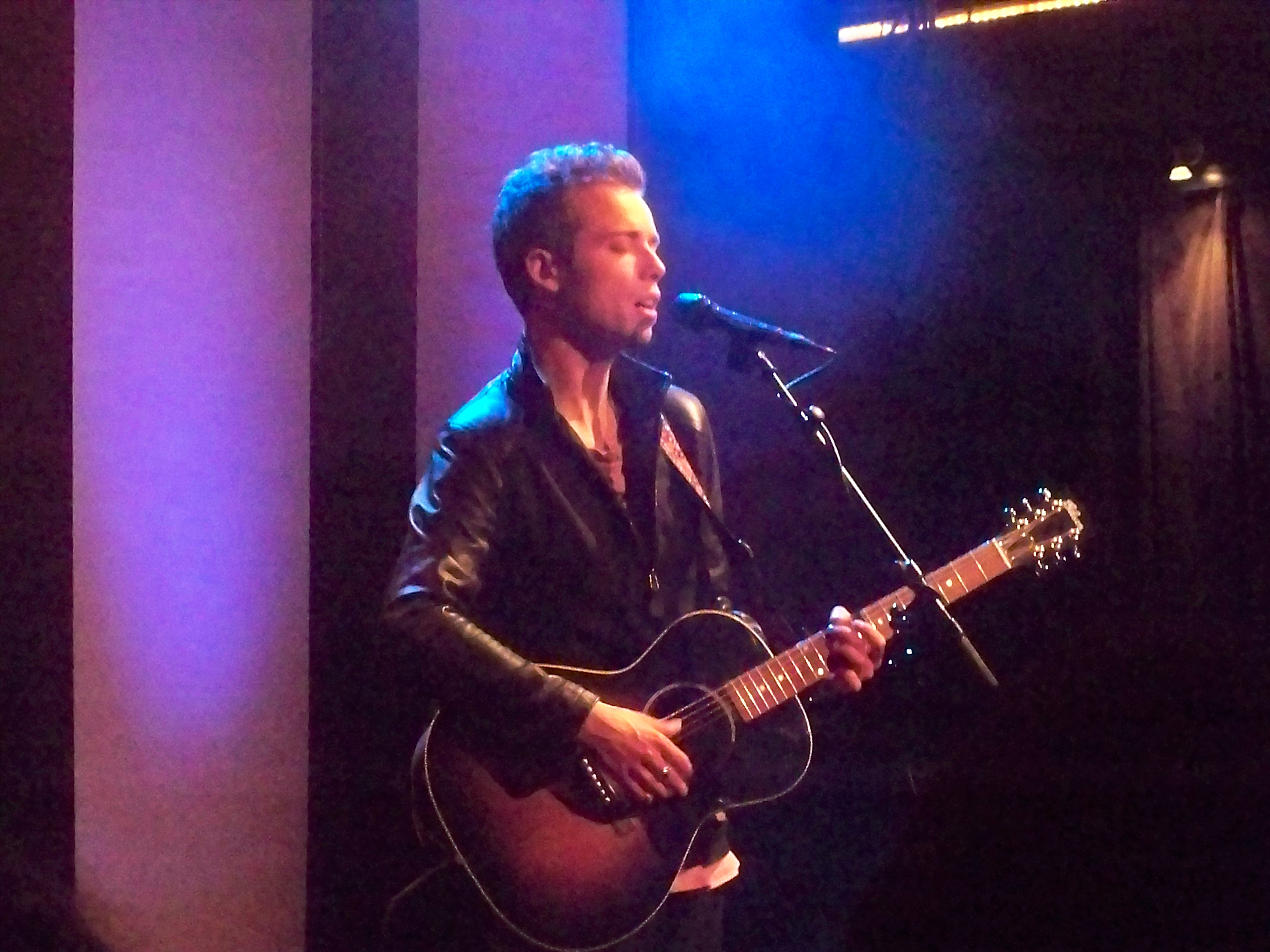
Mads Langer

Mads Lillelund Langer Clausen (* 14. Januar 1984 in Aabenraa) ist ein dänischer Singer-Songwriter, der mit seiner Coverversion des Olive-Songs You’re Not Alone bekannt wurde.

## Leben
Mads Lillelund Langer Clausen, dessen Eltern beide Lehrer sind, begann mit drei Jahren Klavier zu spielen. Er studierte Jazz-Klavier an der Royal Danish Academy of Music und lernte zeitgleich das Gitarrenspiel. Sein erstes Album Attention Please erschien 2006 bei dem Label Copenhagen Records. Drei Jahre später folgte das Album Mads Langer, das Platz 12 in den dänischen Charts erreichte. Nach Club-Auftritten in Europa, Los Angeles und New York, wo Langer zeitweilig wohnte, zog er 2009 nach London. Dort lernte er seinen Manager kennen, der ihm zu einem Vertrag mit Sony Music Entertainment verhalf. Der europaweite Durchbruch gelang ihm 2011 mit dem Album Behold und der Cover-Single You’re Not Alone.
2011 nahm Langer mit Maria Mena den Song Habits für ihr Album Viktoria auf. Im Jahr darauf war er als Vorband mit ihr auf Deutschlandtour, wo sie den Song im Duett vortrugen.
Ende November 2012 veröffentlichte Langer das Album Behold Deluxe, das im Monat darauf Platz 3 der dänischen Charts erreichte. Die zweite CD des Albums enthält unter anderem drei dänischsprachige Songs, die zuvor als Singles erschienen. Am erfolgreichsten war die Single Overgir mig langsomt, die im August 2012 direkt auf Platz 1 einstieg und sich 25 Wochen in den dänischen Charts hielt.

## Diskografie

### Alben
| Jahr | Titel                   | Höchstplatzierung, Gesamtwochen, AuszeichnungChartsChartplatzierungen (Jahr, Titel, Platzierungen, Wochen, Auszeichnungen, Anmerkungen) | Anmerkungen                                |
| Jahr | Titel                   | DK | Anmerkungen                                |
| ---- | ----------------------- | --- | ------------------------------------------ |
| 2009 | Mads Langer             | DK12 Gold · (13 Wo.)DK | Erstveröffentlichung: 9. Februar 2009      |
| 2011 | Behold                  | DK2 Gold · (25 Wo.)DK | Erstveröffentlichung: 9. Mai 2011          |
| 2012 | Behold Deluxe           | DK2 ×2Doppelplatin · (32 Wo.)DK | Erstveröffentlichung: Dezember 2012        |
| 2013 | In These Waters         | DK1 ×2Doppelplatin · (52 Wo.)DK | Erstveröffentlichung: 4. März 2013         |
| 2016 | Reckless Twin           | DK1 Platin · (26 Wo.)DK | Erstveröffentlichung: 18. März 2016        |
| 2017 | All the Time, Sometimes | DK15 Gold · (9 Wo.)DK | Erstveröffentlichung: 10. November 2017 EP |
| 2021 | Where Oceans Meet       | DK24 (1 Wo.)DK | Erstveröffentlichung: 1. Oktober 2021      |

Weitere Alben
- 2006: Attention Please (Erstveröffentlichung: 20. März 2006)
- 2008: Fact-Fiction. Pop – or ??? (EP, Erstveröffentlichung: 7. Februar 2008)
- 2011: Amstrdm (EP, Erstveröffentlichung: 22. Juli 2011)
- 2014: Side Effects (EP, Erstveröffentlichung: 17. Juli 2014, mit Tim Christensen)
- 2014: Live at Vega (Erstveröffentlichung: 19. Dezember 2014)

### Singles
| Jahr | Titel Album                             | Höchstplatzierung, Gesamtwochen, AuszeichnungChartplatzierungen (Jahr, Titel, Album, Platzierungen, Wochen, Auszeichnungen, Anmerkungen) | Höchstplatzierung, Gesamtwochen, AuszeichnungChartplatzierungen (Jahr, Titel, Album, Platzierungen, Wochen, Auszeichnungen, Anmerkungen) | Höchstplatzierung, Gesamtwochen, AuszeichnungChartplatzierungen (Jahr, Titel, Album, Platzierungen, Wochen, Auszeichnungen, Anmerkungen) | Höchstplatzierung, Gesamtwochen, AuszeichnungChartplatzierungen (Jahr, Titel, Album, Platzierungen, Wochen, Auszeichnungen, Anmerkungen) | Anmerkungen                             |
| Jahr | Titel Album                             | DE | AT | CH | DK | Anmerkungen                             |
| ---- | --------------------------------------- | --- | --- | --- | --- | --------------------------------------- |
| 2009 | Fact-Fiction Mads Langer                | — | — | — | DK11 Gold · (5 Wo.)DK |                                         |
| 2009 | You’re Not Alone Mads Langer            | DE42 (22 Wo.)DE | AT41 (11 Wo.)AT | CH32 (14 Wo.)CH | DK17 Gold · (8 Wo.)DK | Original: Olive (1997)                  |
| 2011 | Microscope Behold                       | — | — | — | DK37 (1 Wo.)DK | Erstveröffentlichung: 25. Februar 2011  |
| 2012 | Overgir mig langsomt Behold Deluxe      | — | — | — | DK1 ×3Dreifachplatin · (25 Wo.)DK |                                         |
| 2012 | Ikk hate Behold Deluxe                  | — | — | — | DK15 (1 Wo.)DK |                                         |
| 2012 | København (fra en DC 9) Behold Deluxe   | — | — | — | DK2 (4 Wo.)DK |                                         |
| 2012 | Deep Sleep Behold Deluxe                | — | — | — | DK22 (1 Wo.)DK |                                         |
| 2012 | Alle har en drøm Behold Deluxe          | — | — | — | DK7 (1 Wo.)DK |                                         |
| 2013 | Elephant In These Waters                | — | — | — | DK4 Platin · (29 Wo.)DK | Erstveröffentlichung: 21. Januar 2013   |
| 2013 | Heartquake In These Waters              | — | — | — | DK17 (15 Wo.)DK | Erstveröffentlichung: 6. September 2013 |
| 2013 | I en stjerneregn af sne –               | — | — | — | DK1 ×4Vierfachplatin · (61 Wo.)DK | Erstveröffentlichung: 11. November 2013 |
| 2014 | No Gravity In These Waters              | — | — | — | DK35 (1 Wo.)DK |                                         |
| 2014 | Bring Back Tomorrow Side Effects        | — | — | — | DK3 (9 Wo.)DK | mit Tim Christensen                     |
| 2014 | Fact-Fiction / Silverflame Side Effects | — | — | — | DK14 (3 Wo.)DK | mit Tim Christensen                     |
| 2015 | 3 AM Reckless Twin                      | — | — | — | DK5 ×2Doppelplatin · (19 Wo.)DK | Erstveröffentlichung: 28. Dezember 2015 |
| 2018 | Flawless All the Time, Sometimes        | — | — | — | DK16 ×2Doppelplatin · (11 Wo.)DK | Erstveröffentlichung: 9. Februar 2018   |
| 2018 | Tag mig med –                           | — | — | — | DK11 Platin · (6 Wo.)DK | Erstveröffentlichung: 16. November 2018 |

Weitere Singles
- 2005: Breaking News
- 2006: Poem with No Rhyme
- 2006: House of Life
- 2009: Wake Me Up in Time
- 2009: Too Close (mit Mike Sheridan)
- 2009: Last Flower
- 2009: Stille før storm
- 2011: Riding Elevators
- 2011: Something New
- 2016: Tunnel Vision
- 2016: Afterglow (feat. Coco O.)
- 2017: Unusual (DK: Gold)
- 2018: All the Time, Sometimes
- 2018: Move Mountains
- 2019: Me Without You
- 2019: Eyes Closed
- 2019: Monsters in My Mind
- 2020: Mellem Linjerne (DK: Platin)
- 2021: Hanging With You (DK: Gold)

## Gastbeiträge

### Singles
| Jahr | Titel Album                      | Höchstplatzierung, Gesamtwochen, AuszeichnungChartplatzierungen (Jahr, Titel, Album, Platzierungen, Wochen, Auszeichnungen, Anmerkungen) | Höchstplatzierung, Gesamtwochen, AuszeichnungChartplatzierungen (Jahr, Titel, Album, Platzierungen, Wochen, Auszeichnungen, Anmerkungen) | Höchstplatzierung, Gesamtwochen, AuszeichnungChartplatzierungen (Jahr, Titel, Album, Platzierungen, Wochen, Auszeichnungen, Anmerkungen) | Höchstplatzierung, Gesamtwochen, AuszeichnungChartplatzierungen (Jahr, Titel, Album, Platzierungen, Wochen, Auszeichnungen, Anmerkungen) | Anmerkungen |
| Jahr | Titel Album                      | DE | AT | CH | DK | Anmerkungen |
| --- | -------------------------------- | --- | --- | --- | --- | --- |
| 2020 | Tættere end vi tror –            | — | — | — | DK1 Platin · (11 Wo.)DK | Erstveröffentlichung: 27. April 2020 P3 feat. Tessa, Lukas Graham, Mads Langer, Jada, Benjamin Hav, Clara & Don Stefano |
| Folgende Lieder erschienen nicht als Single, wurden aber durch das Album zum Download und Streaming bereitgestellt und konnten somit eine Platzierung erlangen: |                                  | | | | | |
| |                                  | | | | | |
| 2024 | Face 2 Face Mellem Himmel & Jord | — | — | — | DK34 (1 Wo.)DK | Erstveröffentlichung: 27. April 2020 Gobs feat. Mads Langer                                                             |

Weitere Gastbeiträge
- 2009: Forbandet stille (Julie Maria feat. Mads Langer)
- 2010: Sleeping with the Enemy (Mika Vandborg feat. Mads Langer & Justin Hawkins)
- 2011: Habits (Maria Mena feat. Mads Langer)
- 2015: Now (KATO feat. Mads Langer)